# San Juan Alto (métro de Séville)
San Juan Alto est une station de la ligne 1 du métro de Séville. Elle est située sur la rue Clara-Campoamor, à San Juan de Aznalfarache, en Andalousie.

## Situation sur le réseau

Plan du réseau.

Établie en surface, San Juan Alto est une station de passage de la ligne 1 du métro de Séville. Elle est située après Cavaleri, en direction du terminus est de Ciudad Expo, et avant San Juan Bajo, en direction du terminus sud-ouest d'Olivar de Quintos.
Elle dispose des deux voies de la ligne et de deux quais latéraux équipés de portes palières.

## Histoire
La station ouvre au public lors de mise en service partielle de la ligne, le 2 avril 2009, avec trois ans de retard sur la date initialement programmée par la Junte d'Andalousie, maître d'ouvrage du réseau.

## Services aux voyageurs

### Accès et accueil
L'accès à la station s'effectue par un édifice situé sur la rue Clara-Campoamor. Située en zone tarifaire 0, elle est ouverte de 6h30 à 23h00 du lundi au jeudi, de 6h30 à 2h00 le vendredi, de 7h00 à 2h00 le samedi et de 7h30 à 23h00 le dimanche et les jours fériés.

### Desserte
San Juan Alto est desservie par les rames CAF Urbos II qui circulent sur la ligne 1 du métro de Séville.